# 智能电视操作系统
智能电视操作系统TVOS是运行在数字电视接收终端之上，用来管理数字电视接收终端系统全部资源（包括硬件、软件及数据资源）、控制程序运行、改善人机界面、为其它应用软件提供支撑等的智能操作系统软件；智能终端操作系统TVOS是推动广播电视媒体融合发展的共性关键技术，也是新的技术条件下促进中华人民共和国广播电视文化安全的重要技术保障。

## 历史
前身NGB TVOS（Next Generation Broadcasting Network TVOS），是国家新闻出版广电总局科技司带头研发的基于Linux和安卓系统的一套应用于网络电视的操作系统，增加信息安全模块。
2008年12月，合作協議書被簽署。
2012年3月，国家新闻出版广电总局科技司组织国内科研院所、设备开发商、网络运营商等17家组织，成立NGB TVOS合作开发组，开展NGB TVOS的研发工作。其原型系统于2013年7月实现1.0版本。
2014年6月中旬，广电总局针对互联网电视牌照商，下发《关于立即关闭互联网电视终端产品中违规视频软件下载通道》的“关闭函”，点名批评华数传媒和阿里巴巴合作推出的“天猫魔盒”和百视通的“小红互联网机顶盒”，要求立即进行整顿。数天后，广电总局马上召开发布记者会，宣布TVOS正式发布。
但该系统的发布却遭到了媒体质疑其很难成为行业标准，电视厂商也因为集成第三方程序过于麻烦而没有安装计划。亦有媒体质疑它的真面目到底是什么，因为即使是参与开发厂商的网站也没有公布其实际界面图片。而互联网的OTT厂商如乐视更明确表示不会使用TVOS系统，因为其自身的电视系统已经非常成熟并产生盈利系统。

## 系统架构
TVOS向上承载Java, Python 和 Web 应用，其架构分为应用框架层、执行环境层、功能组件层、硬件抽象层（HAL，Hardware Abstract Layer）和Linux内核层。
应用框架层提供Java应用框架和Web应用框架。执行环境层提供Java和Web两种应用执行环境，其中Web应用执行环境的核心能力由WebKit支持。功能组件层由以C/C++代码实现，提供DTV、DCAS、VOD、AV设置等服务，有窗口管理、事件管理、人机交互等基本GUI服务，有应用管理、安装包管理、内容管理等系统服务。硬件抽象层对应WiFi、USB、视频解码器、音频解码器、摄像头、电源管理器、调谐解调器等硬件进行HAL封装。Linux内核层采用Linux 3.0.31作为基线版本，继承沿用由Android的Binder机制。
针对用户安全问题，TVOS制定全局的安全管理框架，在每个软件层植入安全模块，任何部件都可以按照此框架的设计与安全模块对接。含有闭源组件安全框架。
所采用的安全芯片都应支持国密算法，如海思HI3798MV200H。
在鸿蒙分布式软总线和AI引擎基础上，实现跨终端能力，与华为鸿蒙进行进一步沟通，研发实现智能协同计算框架。联合鸿蒙推进研发实现物联网关组件。2022年TVOS5.0版本实现对用户收视行为数据采集和上报的组件，构建TVOS的用户收视行为大数据采集的基础能力。